# Philip Collier
Philip Collier (Woodstock, 21 april 1873 – Mount Lawley, 18 oktober 1948) was de veertiende premier van West-Australië.

## Vroege jaren
Collier werd in 1873 in een plaatsje nabij Melbourne geboren. Zijn vader was Phillip Collier, een landbouwer, en zijn moeder Catherine Bourke. Op zestienjarige leeftijd verliet Collier de schoolbanken en trok naar de goudvelden van Victoria en New South Wales. Later werd hij voorman in een afvalverwerkingsbedrijf in Northcote.
Collier was stichtend secretaris van de lokale afdeling van de 'Political Labor Council'. Hij werkte als campagneleider voor verschillende kandidaten tijdens de federale en deelstaatverkiezingen.
Op 27 juni 1900 huwde Collier Ellen Heagney in Northcote. Ze kregen samen vier kinderen.

## West-Australië
In 1904 verhuisde Collier naar Boulder in West-Australië om er voor de 'Perseverance Gold Mining Company' te beginnen werken. Hij was afgevaardigde van de 'Amalgamated Workers' Association' en werd in 1905 tot ondervoorzitter van de 'Goldfields Trades and Labor Council' verkozen. Collier won dat jaar de verkiezingen voor het kiesdistrict Boulder. Hij zetelde onafgebroken in het West-Australische lagerhuis ('Legislative Assembly') tot 1948. De eerste zes jaar hield Collier zich op de achtergrond. Zijn interesse lag voornamelijk in de mijnindustrie en bij het land- en inkomstenbelastingdebat. Hij slaagde erin kinderen die buiten het huwelijk geboren werden te legaliseren als hun ouders alsnog huwden. In 1910 trad hij op de voorgrond tijdens het debat over de totstandkoming van de regering Wilson.
In oktober 1911 werd de regering Scaddan gevormd en Collier werd minister van mijnen en spoorwegen. Hij had zijn handen vol met de looneisen van de spoorwegarbeiders die geen tegenstand aanvaardden. Hij was blij toen Scaddan in 1914 zijn bevoegdheden overnam. Collier werd vervolgens minister van water, waterafvoer en irrigatie. Collier wist zich aan de nadelige gevolgen van het Nevanas-schandaal, die de regering in 1916 deed vallen, te onttrekken. Dat jaar voerde hij fel oppositie tegen de dienstplicht. Scaddan die voor de dienstplicht was nam ontslag als partijleider van labor en Collier volgde hem in mei 1917 op.
In maart 1918 kreeg Collier van rechter W.A.G. Walter een boete voor uitspraken die hij deed tijdens de tweede volksraadpleging over de dienstplicht. Hoewel het hooggerechtshof de boete ongedaan maakte zou Collier later als premier rechter Walter vroegtijdig op rust stellen.
Collier was oppositieleider tijdens de regeringen Wilson, Lefroy, Colebatch en Mitchell. Onder zijn leiding overwon de West-Australische laborpartij langzaamaan de scheuring over de dienstplicht. In mei 1919 nam Collier het tijdens zware ongeregeldheden op voor de havenarbeiders van Fremantle. Ondanks de val van de regering Colebatch over de ongeregeldheden zou hij later nog goed met Colebatch en Mitchell samenwerken.
In april 1924 won labor nipt de verkiezingen, dankzij een scheuring in de 'Country Party'. Collier werd premier en minister van financiën, bos en industrie. In 1927 werd de regering herverkozen. De belastingen werden verlaagd en de begroting vertoonde een overschot. Collier zette het beleid van plattelandsontwikkeling van zijn voorgangers voort. De 'Agricultural Bank' leende massaal geld aan mensen die zich op het platteland vestigden. De overheid leende voor de verdere ontwikkeling van spoorwegen, watervoorzieningen, wegen en bruggen. Zelfs Mitchells plan om een zuivelindustrie in de regio South West te ontwikkelen werd na aarzelen verder gezet. De Group Settlement Schemes werden voor Britse migranten opengesteld hoewel niet iedereen binnen labor het daar mee eens was. Collier kwam dit overeen tijdens een bezoek aan Engeland in 1925. Tussen 1925 en 1928 zouden elke jaar minstens 4.000 Britse migranten geholpen worden zich in West-Australië te vestigen.
De 'Australian Workers' Union' waartoe Collier en meerdere regeringsleden behoorden had redelijk wat macht in die tijd. Hoewel het hogerhuis ('Legislative Council') hen vijandig gezind was slaagde Collier erin heel wat te verwezenlijken. Hij bracht verbeteringen aan in het arbeidsrecht, voerde het minimumloon en de 40-urenweek in, benoemde de eerste voltijdse voorzitter van de arbeidsrechtbank, zorgde ervoor dat vakbondsmensen de voorkeur genoten bij de aanwerving van de ambtenaren en richtte de 'State Government Accident Insurance Office' op. Tijdens zijn eerste termijn werd verder nog een overkoepelende bestuur voor de lokale besturen opgericht, de 'Main Roads Board', en werd de wetgeving over buitenechtelijke kinderen en gehuwde vrouwen hervormd.
De verslechterde economische toestand eind jaren 1920 zorgde voor kritiek vanuit de arbeidersbeweging over de migratie- en tewerkstellingspolitiek van de regering. Collier leek de verslechterende toestand niet echt in te zien. Hij ging akkoord met een verlaging van de federale steun in 1928 en organiseerde de West-Australische eeuwfeestviering van 1929. Hij werd verslagen tijdens de verkiezingen van 1930 en James Mitchell werd premier. Doordat hij niet aan de macht was en slechts oppositie hoefde te voeren kon Collier, in tegenstelling tot labor in sommige andere staten en op het federale niveau, de West-Australische laborpartij voor een scheuring behoeden. Premier Mitchell kreeg alle onvrede en massamanifestaties over zich.
In april 1933 behaalde Collier een grote verkiezingsoverwinning. 68% van de West-Australiërs koos tijdens een volksraadpleging op de verkiezingsdag echter ook voor de afscheuring uit de Australische federatie. De laborverkozenen waren overwegend tegen de afscheuring. Collier speelde het diplomatisch. Hij duidde een delegatie zonder labormensen aan, om in Londen het Britse parlement een petitie voor te leggen. Het Britse parlement verwierp de petitie, al maakte dit niet veel uit vermits sinds 1931 de 'Statute of Westminster' de beslissingsbevoegdheid hierover aan Canberra had overgedragen. Door de verbeterde economische toestand verloor de separatistische beweging vervolgens aan belang. Binnen labor heerste hierover toch onvrede, en over het feit dat James Mitchell door Collier als luitenant-gouverneur van West-Australië werd voorgedragen. Van november 1934 tot januari 1935 ging Collier op aanraden van enkele collegae omwille van gezondheidsredenen naar Nieuw-Zeeland op vakantie.
In 1936 won labor de verkiezingen opnieuw. Collier bleef premier maar besloot op 19 augustus, na uitingen van ongerustheid binnen de regering, zijn ontslag omwille van gezondheidsredenen in te dienen. Collier had labor bijna 19 jaar geleid en was meer dan 9 jaar premier van West-Australië geweest. John Willcock volgde hem op. Collier zou nog 12 jaar als backbencher in het lagerhuis zetelen maar amper tussenkomen.

## Nalatenschap
Collier stierf op 18 oktober 1948. Hij zetelde bijna 43 jaar in het parlement. Collier liet een echtgenote, twee zonen en twee dochters na. Hij werd begraven op het rooms-katholieke deel van het kerkhof van Karrakatta.
- Australian Dictionary of Biography: collier-philip-5732
- Bibliothèque nationale de France: cb17104956c (data)
- International Standard Name Identifier: 0000 0000 6478 1978
- Library of Congress Control Number: nr99040429
- Trove: 574856
- Virtual International Authority File: 93561007